# Tithaeus
Tithaeus – rodzaj kosarzy z podrzędu Laniatores i rodziny Tithaeidae, klasyfikowany dawniej w rodzinie Epedanidae.

## Występowanie
Przedstawiciele rodzaju występują w Azji Południowo-Wschodniej.

## Systematyka
Opisano dotąd 32 lub 36 gatunków z tego rodzaju:
| - Tithaeus annandalei Roewer, 1927 - Tithaeus birmanicus Roewer, 1949 - Tithaeus borneensis Roewer, 1949 - Tithaeus calyptratus Zhang & Zhang, 2010 - Tithaeus cruciatus Roewer, 1927 - Tithaeus drac Lian, Zhu & Kury, 2008 - Tithaeus flavescens Banks, 1931 - Tithaeus fraseri Suzuki, 1972 - Tithaeus fuscus Roewer, 1949 - Tithaeus granulatus Banks, 1930 - Tithaeus indochinensis Roewer, 1925 - Tithaeus jacobsoni Roewer, 1923 - Tithaeus javanus Roewer, 1949 - Tithaeus johorensis Roewer, 1949 - Tithaeus kokutnus S. Suzuki, 1985 - Tithaeus krakatauensis Roewer, 1949 - Tithaeus laevigatus Thorell, 1890 - Tithaeus lesserti Roewer, 1949 - Tithaeus longipes Banks, 1930 | - Tithaeus malakkanus Roewer, 1949 - Tithaeus metatarsalis Roewer, 1949 - Tithaeus minor Roewer, 1949 - Tithaeus nigripes Banks, 1930 - Tithaeus odysseus Schmidt & Sharma, 2019 - Tithaeus pumilio Roewer, 1949 - Tithaeus rotundus Suzuki, 1969 - Tithaeus rubidus (Suzuki, 1969) - Tithaeus rudispina Roewer, 1936 - Tithaeus sarawakensis Roewer, 1912 - Tithaeus siamensis Roewer, 1949 - Tithaeus similis Suzuki, 1985 - Tithaeus tenuis Roewer, 1949 - Tithaeus timorensis Roewer, 1949 - Tithaeus trimaculatus Roewer, 1949 - Tithaeus vagus (Loman, 1892) - Tithaeus watanabei Suzuki, 1969 |